# 대한민국 형법 제66조
대한민국 형법 제66조는 사형의 실효에 대한 형법총칙의 조문이다.

## 조문
제66조(사형)사형은 형무소내에서 교수하여 집행한다.

## 참고 문헌
- 신이철, 형법총론, 경찰승진연구회, 2005. ISBN 9788988777886
- 조현욱, 형법총론강의, 진원사, 2008 ISBN 9788990904621
- 손동권, 형법총론, 栗谷出版社, 2011. ISBN 9788991830936

## 같이 보기
- 교수형
- 사형